# Stacheldraht (1927)
Stacheldraht ist ein US-amerikanisches Stummfilmmelodram aus dem Jahre 1927 mit Pola Negri in der Hauptrolle.

## Handlung
Der Film spielt zur Zeit des Ersten Weltkriegs in Frankreich, der über eine dörfliche Gemeinde im Sommer 1914 wie ein Feuersturm hereinbricht. Man ist gerade bei der Ernte, da hört man bereits die Geschütze und MG-Salven. Im Westen Frankreichs kommen bald die ersten deutschen Kriegsgefangenen an, die hinter Stacheldraht bewacht werden. Unter ihnen befindet sich auch der deutsche Soldat Oskar Müller. Er wird in einem zum Kriegsgefangenenlager der Entente umfunktionierten Bauernhofgelände gefangen gehalten und muss wie viele seiner Kameraden den Einheimischen bei der Ernte helfen.
Die junge französische Bauertochter Mona verliebt sich, ganz zum Verdruss ihres alten Vaters, eines Veteranen des Deutsch-Französischen Kriegs von 1870/71 und ausgewiesenen Deutschenhassers, in eben jenen schmucken Deutschen. Ihre direkte Umgebung reagiert mit Zorn, Hass und Unverständnis auf Monas Wunsch, einen „Erbfeind“ der Franzosen zu heiraten. Erst nach dem Waffenstillstand 1918 kann Oskar die Akzeptanz der Franzosen erlangen, nachdem der auf dem Schlachtfeld erblindete Bruder Monas, André, von dem man geglaubt hatte, dass er gefallen sei, an alle appelliert, endlich die Feindseligkeiten zu begraben.

## Produktionsnotizen
Der ursprünglich knapp 80-minütige Film erlebte am 6. August 1927 seine Uraufführung und kam noch im selben Jahr, im November 1927, auch in Deutschland heraus. In Österreich lief Stacheldraht im Januar 1928 an. Mauritz Stiller war ungenannt an der Regie beteiligt.

## Kritik
In der New York Times vom 8. August 1927 schrieb Mordaunt Hall: „It is in many ways a deftly directed film, but the story might have been considerably improved by the inclusion of more detail of the lives of the military prisoners and by the exclusion of one of those melodramatic incidents, peculiar to motion pictures, which no longer come as a surprise to the spectator. (…) As usual, Miss Negri handles her characterization with ease. She changes her facial expression in a remarkable manner to suit the action of this narrative. As Mona she is active, with a will to work, after war is declared, but the knowledge that war has taken her brother brings a listlessness to her eyes and a set look on her face. Clive Brook, who also appeared as a German in "East Is West," in nearly all his scenes gives a capital showing.“
Wiens Neue Freie Presse berichtete anlässlich der österreichischen Premiere: "Viel Salbung trieft aus diesem tendenziösen Finale, in dem das unsterbliche Gotteswort an die Menschheit „Liebet einander!“ stark mit Rührseligkeit und Kandiszucker versetzt erscheint. Das Stück an sich aber ist gut gebaut, in seinen Grundzügen durchaus glaubwürdig und besticht durch eine Reihe lebendiger, eindrucksvoller Bilder. Pola Negri, die die bäuerliche Tracht ausgezeichnet kleidet, wirkt selbst wie ein Bild voll der Gnaden, dem Lachen und Weinen gleich reizend ansteht."